# Handewitter Forst
Der Handewitter Forst (dänisch: Hanved Skov) ist ein 590 Hektar großer Wald im Kreis Schleswig-Flensburg.

## Beschreibung
Die Waldfläche befindet sich am Ortsrand des Dorfes Handewitt und grenzt an die Ortschaften Altholzkrug, Weding und Hüllerup. Der Wald ist einer der größten zusammenhängenden Waldgebiete im Kreis Schleswig-Flensburg. In den letzten 20 Jahren kamen einige Flächen durch Neuaufforstung hinzu. Im Wald, der über ein ausgeprägtes Wegenetz verfügt, liegt mit 62 m auch die höchste Erhebung Handewitts (Lage). Im Nordosten trennt die Bundesautobahn 7 auf ca. 1,7 km Länge einen kleinen Teil des Waldes vom Rest ab. In diesem Abschnitt liegen zu Beginn jeder Fahrtrichtung die Rastplätze Altholzkrug. Das Gebiet am nordwestlichen Waldrand trägt den Namen Handewitt-Busch.
Das Waldgebiet ist erstmals 1558 schriftlich dokumentiert.

## Vegetation
Ursprünglich war der Handewitter Forst Teil eines umfangreichen Laubwaldes. Nach jahrhundertelangem Raubbau, der erst im 18. Jahrhundert durch die Ernennung eines Hegereiters beendet wurde, dominieren derzeit noch schnellwüchsige Nadelbäume. Vornehmlich waren danach Rotfichte, Sitkafichte, Douglasie und Weißtanne angepflanzt worden. Vereinzelt gedeihen auf dem sandigen Boden auch Kiefer oder etwa die Hemlocktanne. An Laubhölzern sind vor allem Eiche und Buche zu finden. Nach schweren Sturmschäden in den Jahren 1962 (Orkan Vincinette) und 1967 (Adolph-Bermpohl-Orkan) sah man sich gezwungen, das Anbaukonzept zu ändern und wieder vermehrt Laubhölzer anzupflanzen. In naturnahem Waldbau, nach dessen Prinzipien der Wald heute bewirtschaftet wird, soll nun der Nadelholzanteil weiter zurückgedrängt werden und heimische Baumarten wie Buche oder Eiche wieder Vorrang erhalten.

## Sonstiges
Die Fläche zählt zum Staatsforst Flensburg. Die Verwaltung erfolgt durch die Schleswig-Holsteinische Landesforsten (AöR) in Neumünster. Zuständig ist ein Bezirksrevierleiter, der neben dem Handewitter Forst auch die umliegenden Flächen – zum Beispiel – den Klueser Wald oder den Glücksburger Wald, betreut. Bis 1884 brütete hier der Schlangenadler. Heute können Schwarzspechte und Fledermäuse beobachtet werden.  Im Handewitter Forst ist auch ein Waldkindergarten beheimatet.
Nach den verheerenden Stürmen Christian (2013) und vor allem Xaver (2013), erlitten abermals große Flächen des Waldbestandes einen regelrechten Kahlschlag, welcher noch bis heute deutlich sichtbar ist.

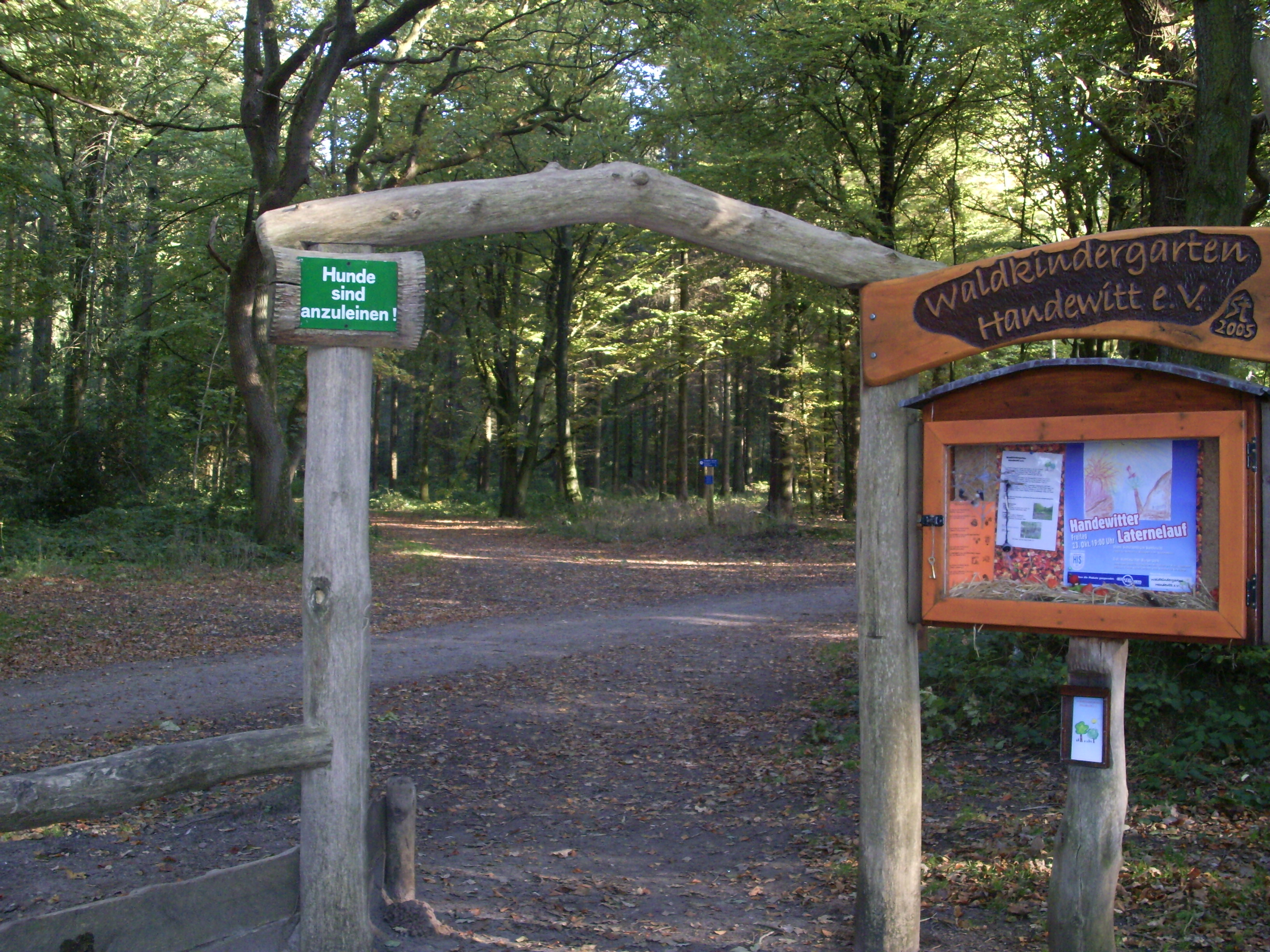
Der Eingang zum Handewitter Wald, vom dazugehörigen Parkplatz aus gesehen.
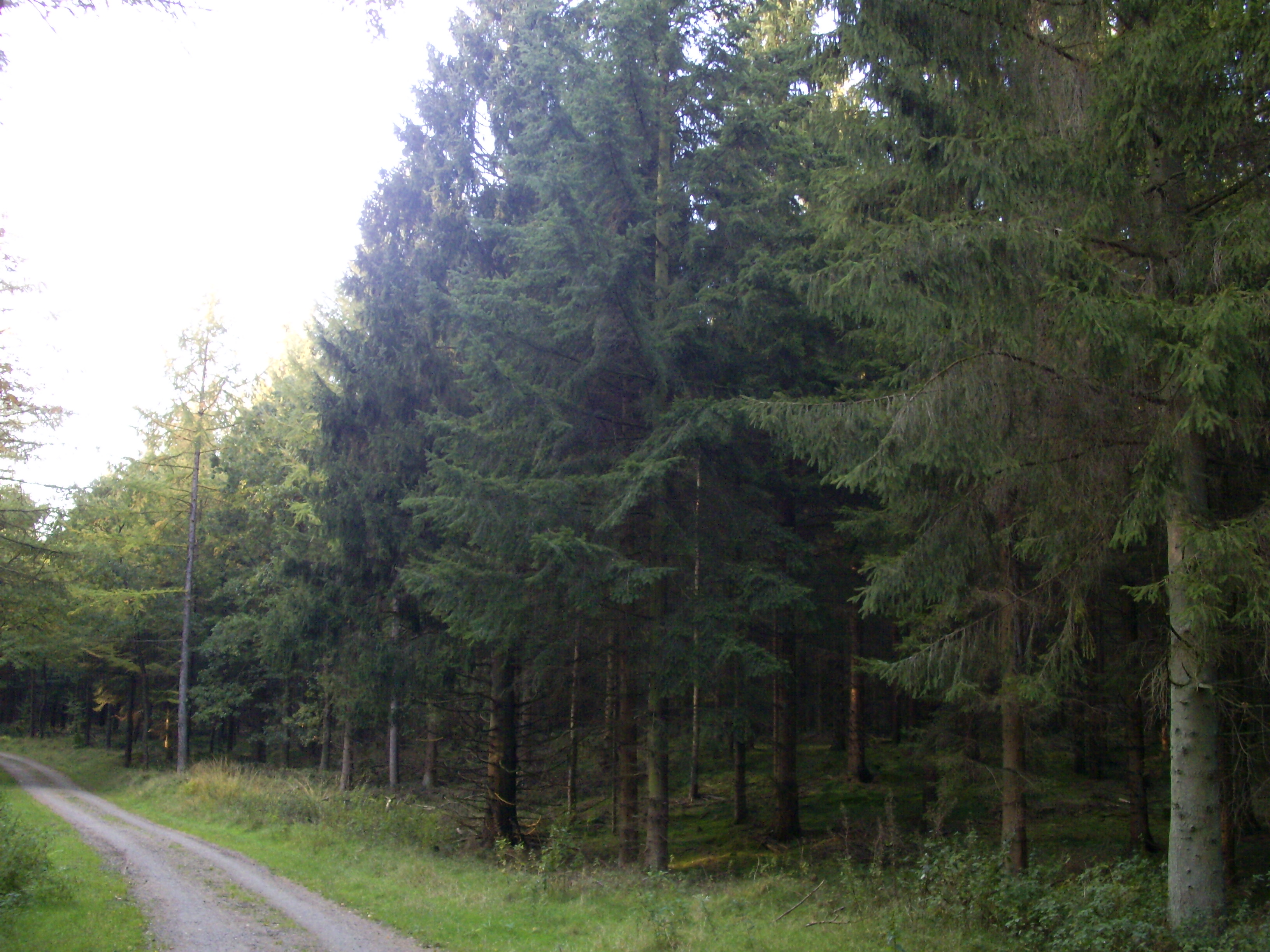
Impression aus dem Handewitter Wald
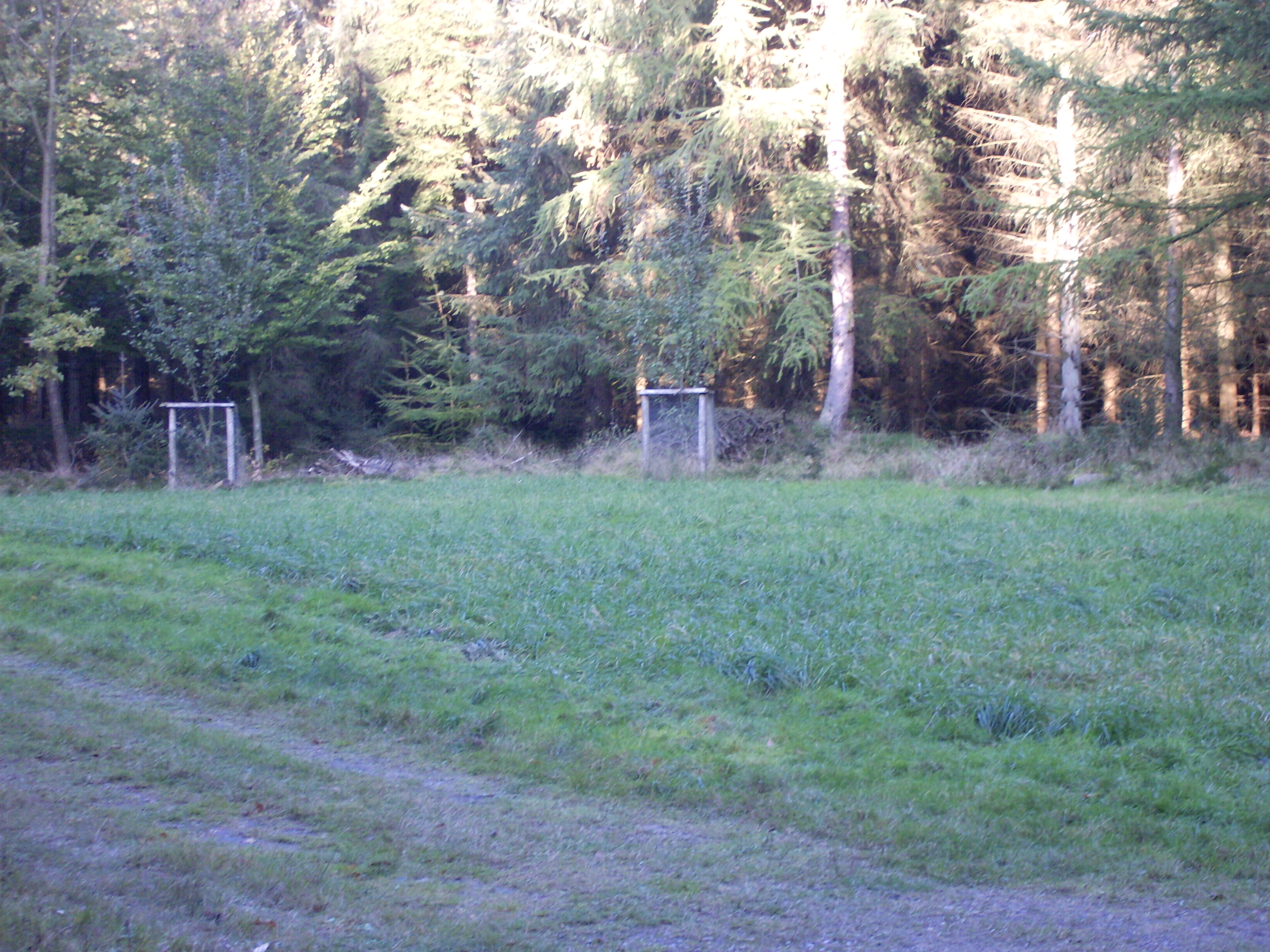
Wildacker
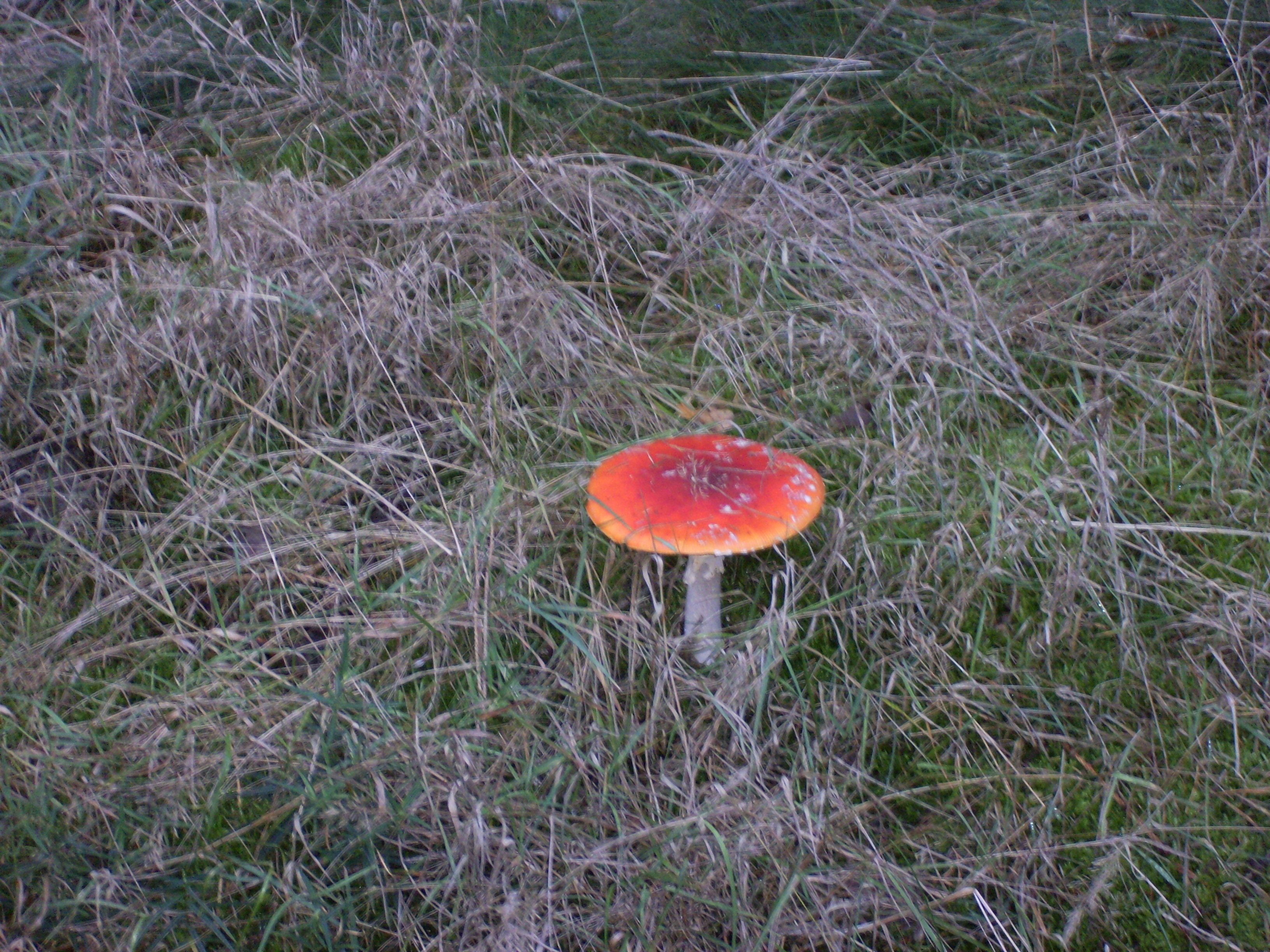
Fliegenpilz aus dem Handewitter Forst
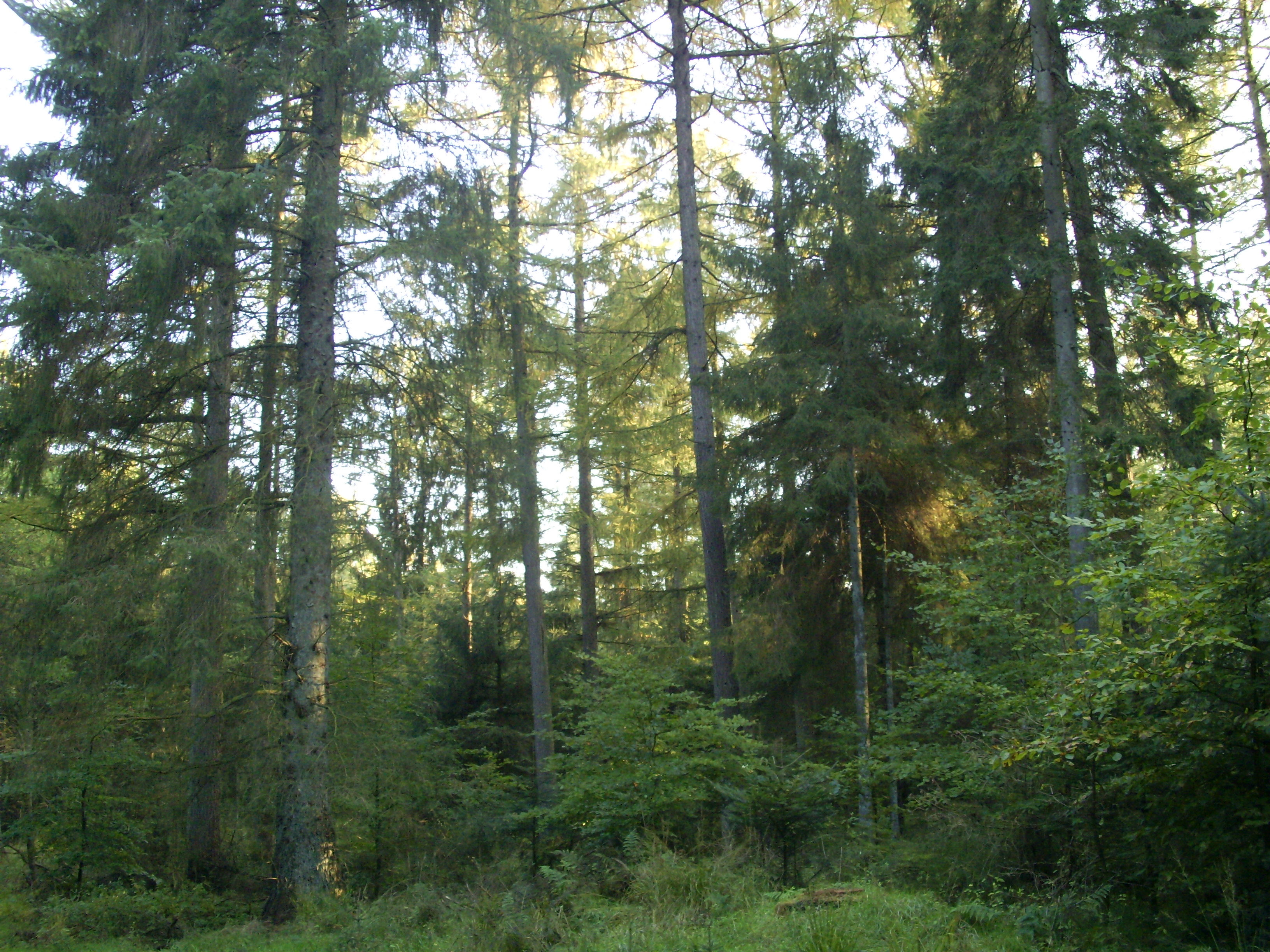
Handewitter Wald, Nadelholzbestand mit gepflanzten Buchen im Unterstand
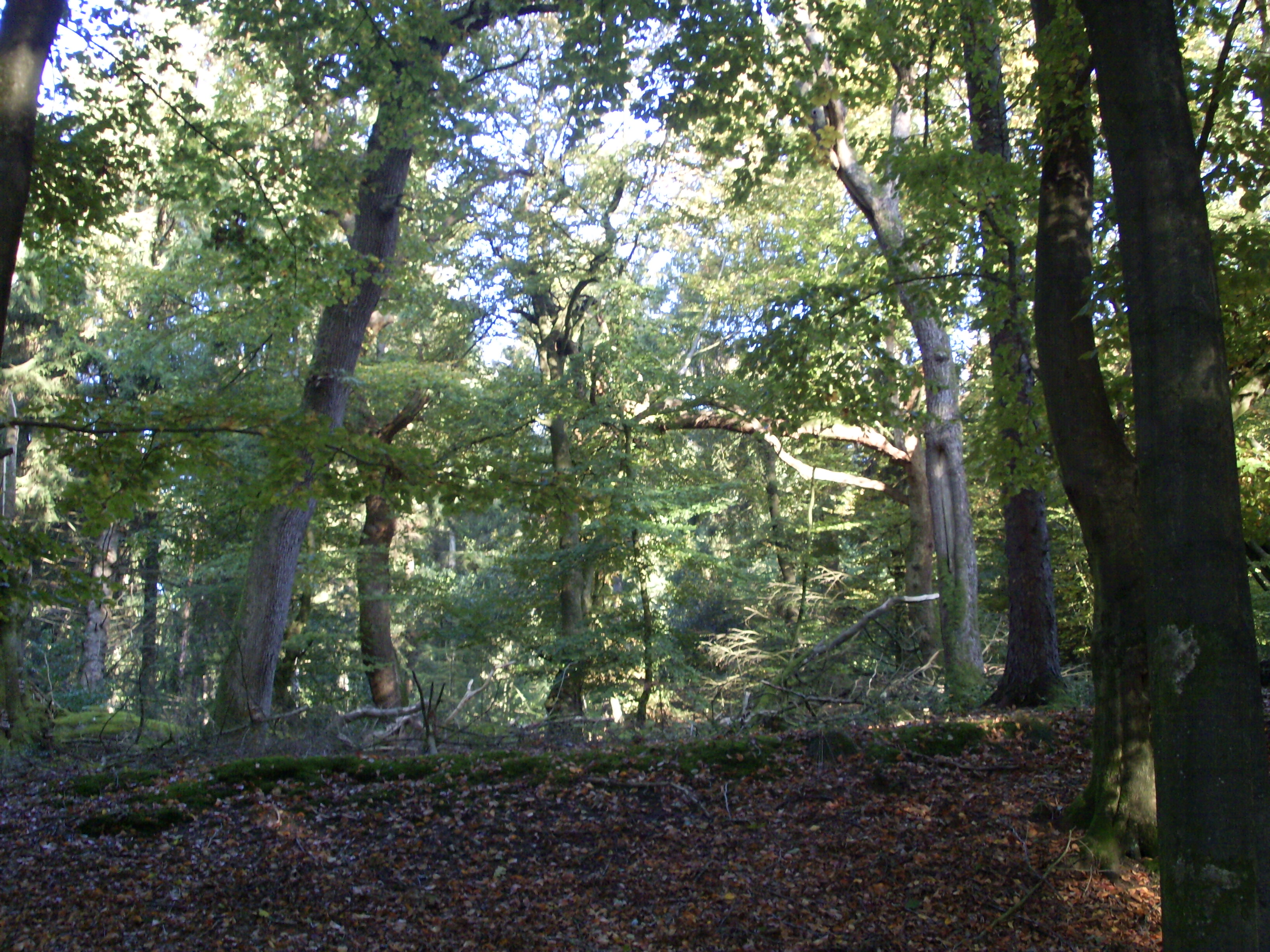
Bestand mit Totholzanteil
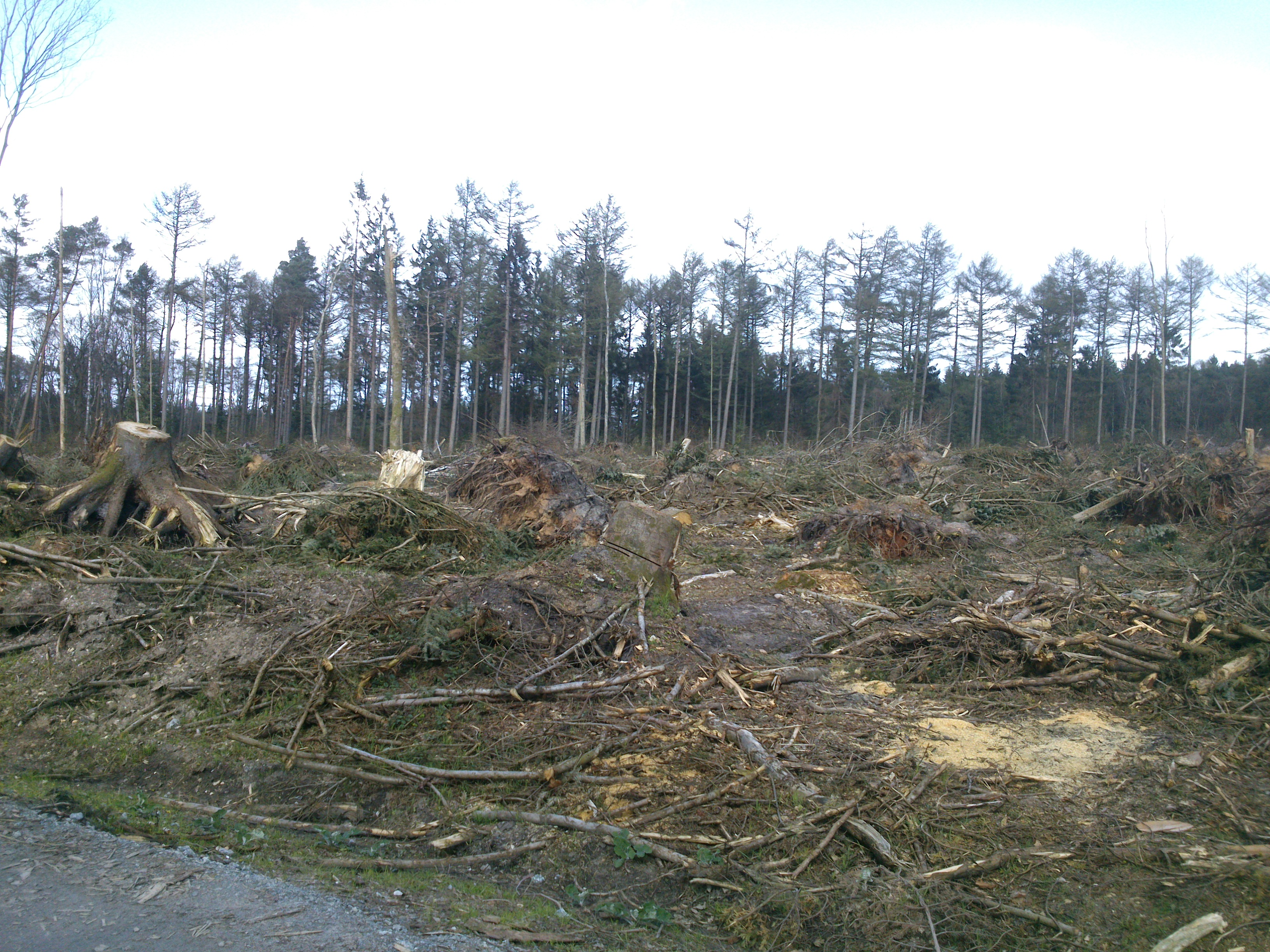
Auswirkungen des Sturms Xaver 2013
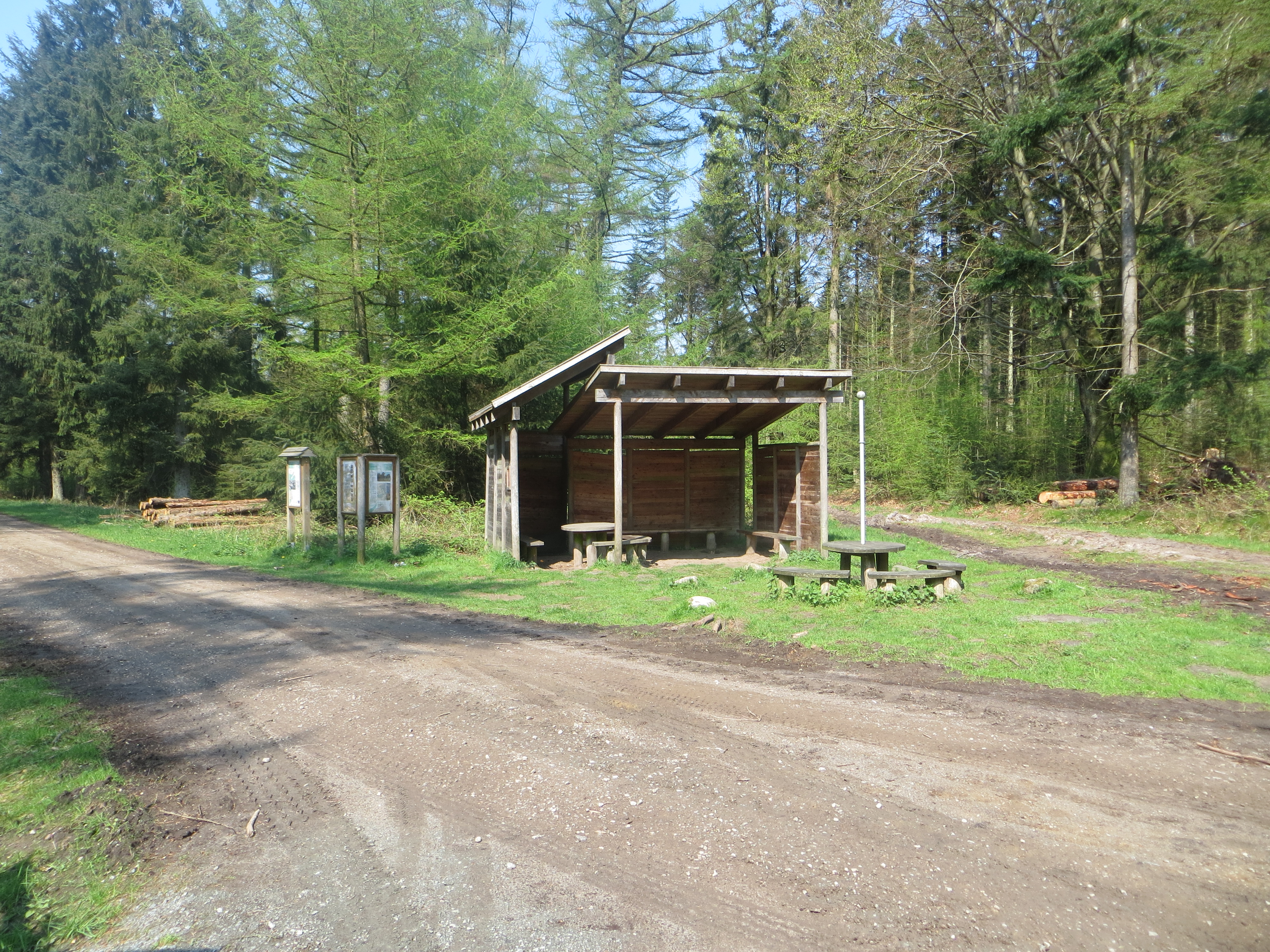
Hütte im Forst mit Ochsenwegtafel
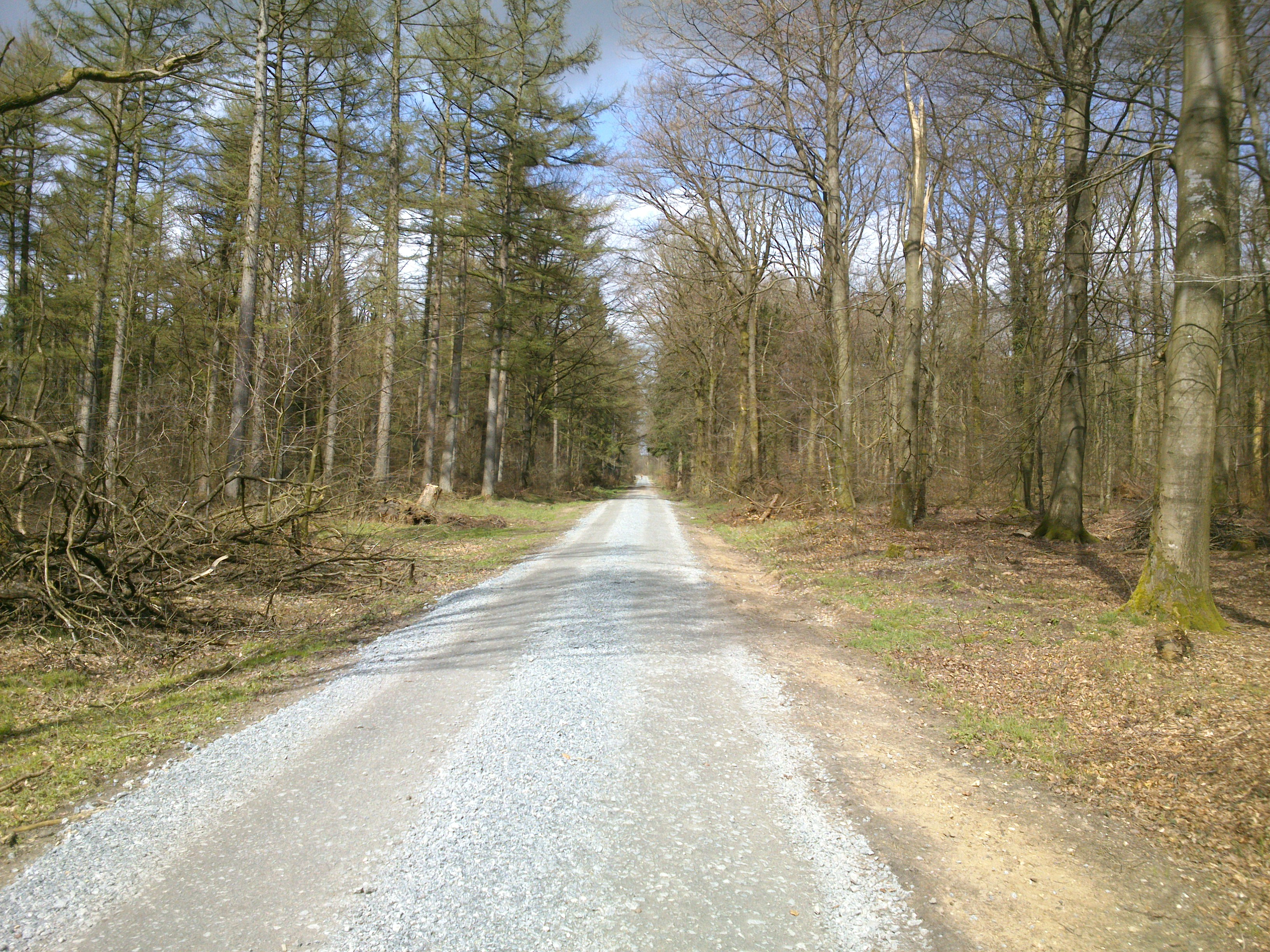
Hauptweg vom Altholzkrug in Richtung A7